# Yamill Jones
Yamill Akeem Jones (Paramaribo, 31 augustus 1990) is een Nederlands acteur.

## Loopbaan
Jones is het bekendst om zijn rol als Samson Meijaards in de Nederlandse jeugdserie SpangaS. In 2011 speelde hij een rol in Lotus. In september 2012 verschijnt Jones in de verfilming van Alleen maar nette mensen naar het boek van Robert Vuijsje.
In 2012 werd Jones aangenomen op de Hogeschool voor de Kunsten Utrecht, waar hij de acteursopleiding heeft afgerond. Tijdens zijn studie aan de toneelschool, speelde hij de rol van Othello bij NT-Jong. 
In 2017 speelde hij in de voorstelling It’s My Mouth I Can Say What I Want To bij Jong-Oostpool onder regie van Daria Bukvic. De voorstelling werd genomineerd voor de Gouden Krekel.
Afgelopen theater seizoen speelde Yamill in de Oresteia van Theu Boermans bij Het Nationale Theater en in My Heart Into My Mouth bij Het Huis Utrecht en Theater Utrecht.
In het seizoen 2018-2019 is Jones naast Snowflake van de Toneelmakerij ook te zien in Amadeus van de Theateralliantie i.s.m Het Nationale Theater.

## Film
- 2017 - De Druk - Gino
- 2013 - Johnny Bakru - Wesley
- 2012 - Alleen maar nette mensen - Clifton
- 2010 - Lotus - Jefrey
- 2009 - SpangaS op survival - Samson
- 2006 - Don - Teamlid Don

## Serie
- 2015 - Smeris (seizoen 2) - Drugsdealer
- 2012 - Verborgen Verhalen - Leroy
- 2008-2010 - SpangaS  - Samson Meijaards

## Theater
- 2021  - Trojan Wars (Patroclos)
- 2019 - Amadeus (Theateralliantie) (Rol: Von Strack)
- 2019 - Snowflake (de Toneelmakerij)
- 2018 - My Heart Into My Mouth (Het Huis Utrecht)
- 2018 - De Oresteia (Het Nationale Theater)
- 2017 - Outsiders (Theater Utrecht) (Rol: David)
- 2017 - It’s My Mouth I Can Say What I Want To (Toneelgroep Oostpool)
- 2016 - A Raisin In The Sun (WellMade Productions)
- 2016 - Bákxai (Abattoir Ferme)
- 2016 - Vandaag een Witte Man (Rudolphi Producties)
- 2015 - Othello (ZEP Theater Producties) (Rol: Rodrigo)
- 2015 - Othello (NT-Jong) (Rol: Othello)
- 2011 - SpangaS Live (Senf Theaterpartners) (Rol: Samson)